# Democratas Cristãos (Suécia)
Os Democratas Cristãos (Kristdemokraterna, KD) são um partido político na Suécia.
O partido foi fundado em 1964, por Lewi Pethrus, com o nome de Unidade Democrata-Cristã.
O KD posiciona-se no direita, seguindo uma linha democrata-cristã, conservadora e liberal económica.
Actualmente, é liderado por Ebba Busch Thor, sendo membro, a nível nacional da Aliança, e, a nível internacional, do Partido Popular Europeu e da Internacional Democrata Centrista.

## Resultados Eleitorais

### Eleições legislativas
| Data | Líder           | CI. | Votos   | %            | +/-     | Deputados | +/-     | Status            |
| ---- | --------------- | --- | ------- | ------------ | ------- | --------- | ------- | ----------------- |
| 1964 | Birger Ekstedt  | 6.º | 75 389  | 1,8 / 100,0  |         | 0 / 233   |         | Extra-parlamentar |
| 1968 | Birger Ekstedt  | 7.º | 72 377  | 1,5 / 100,0  | 0,3     | 0 / 233   | Estável | Extra-parlamentar |
| 1970 | Birger Ekstedt  | 6.º | 88 770  | 1,8 / 100,0  | 0,3     | 0 / 350   | Estável | Extra-parlamentar |
| 1973 | Alf Svensson    | 6.º | 90 388  | 1,8 / 100,0  | Estável | 0 / 350   | Estável | Extra-parlamentar |
| 1976 | Alf Svensson    | 6.º | 73 844  | 1,4 / 100,0  | 0,4     | 0 / 349   | Estável | Extra-parlamentar |
| 1979 | Alf Svensson    | 6.º | 75 993  | 1,4 / 100,0  | Estável | 0 / 349   | Estável | Extra-parlamentar |
| 1982 | Alf Svensson    | 6.º | 103 820 | 1,9 / 100,0  | 0,5     | 0 / 349   | Estável | Extra-parlamentar |
| 1985 | Alf Svensson    | 6.º | 131 548 | 2,4 / 100,0  | 0,5     | 1 / 349   | 1       | Oposição          |
| 1988 | Alf Svensson    | 7.º | 158 182 | 2,9 / 100,0  | 0,5     | 0 / 349   | 1       | Extra-parlamentar |
| 1991 | Alf Svensson    | 5.º | 390 351 | 7,1 / 100,0  | 4,2     | 26 / 349  | 26      | Governo           |
| 1994 | Alf Svensson    | 7.º | 225 974 | 4,1 / 100,0  | 3,0     | 15 / 349  | 11      | Oposição          |
| 1998 | Alf Svensson    | 4.º | 619 046 | 11,8 / 100,0 | 7,7     | 42 / 349  | 27      | Oposição          |
| 2002 | Alf Svensson    | 4.º | 485 235 | 9,2 / 100,0  | 2,6     | 33 / 349  | 9       | Oposição          |
| 2006 | Göran Hägglund  | 5.º | 365 998 | 6,6 / 100,0  | 2,6     | 24 / 349  | 9       | Governo           |
| 2010 | Göran Hägglund  | 8.º | 333 696 | 5,6 / 100,0  | 1,0     | 19 / 349  | 5       | Governo           |
| 2014 | Göran Hägglund  | 8.º | 284 011 | 4,6 / 100,0  | 1,0     | 16 / 349  | 3       | Oposição          |
| 2018 | Ebba Busch Thor | 6.º | 387 548 | 6,4 / 100,0  | 1,8     | 23 / 349  | 7       | Oposição          |
| 2022 | Ebba Busch Thor | 6.º | 332 542 | 5,4 / 100,0  | 1,0     | 19 / 349  | 4       |                   |

### Eleições europeias
| Data | CI. | Votos   | %           | +/- | Deputados    | +/-               |
| ---- | --- | ------- | ----------- | --- | ------------ | ----------------- |
| 1995 | 7.º | 105 173 | 3,9 / 100,0 |     | 0 / 22       |                   |
| 1999 | 6.º | 193 354 | 7,6 / 100,0 | 3,7 | 2 / 22       | 2                 |
| 2004 | 8.º | 142 704 | 5,7 / 100,0 | 1,9 | 1 / 19       | 1                 |
| 2009 | 8.º | 148 141 | 4,7 / 100,0 | 1,0 | 1 / 181 / 20 | Estável · Estável |
| 2014 | 8.º | 220 574 | 5,9 / 100,0 | 1,2 | 1 / 20       | Estável           |